# 文京区立根津小学校
文京区立根津小学校（ぶんきょうくりつ ねづしょうがっこう）は、東京都文京区根津1丁目にある公立小学校。平成26年度の卒業証書授与式で卒業生総数は13577名になった。

## 沿革
- 1897年(明治30年)
  - 3月30日、東京市令第58号により東京市本郷区根津清水町2番地に東京市根津尋常小学校設置を指定。
  - 5月31日、校舎新築の工事を起こし竣工。
  - 6月21日より授業開始。

## 教育目標
人権尊重の精神に徹して、情操豊かで実践力のあるたくましい人間の育成を目指し、次の目標を設定し実践する。

「凛と歩む、根津小」

　①礼儀正しい子

　②強い子

　③たくさん勉強する子

## 交通アクセス
- 最寄り駅:東京地下鉄千代田線の根津駅、南北線の東大前駅